# Embassament pleural
Un embassament pleural és un excés de líquid que s'acumula a la cavitat pleural, l'espai ple de líquid que envolta els pulmons. Aquest excés de fluid pot afectar la respiració limitant l'expansió dels pulmons.
Diversos tipus d'embassament pleural, segons la naturalesa del fluid i el que va causar la seva entrada a l'espai pleural. En canvi, un pneumotòrax és l'acumulació d'aire a l'espai pleural.

## Tipus per l'origen del fluid
- Fluid serós (hidrotòrax)
- Sang (hemotòrax)
- Quil (quilotòrax)
- Pus (piotòrax o empiema pleural)
- Orina (urinotòrax)

## Tipus per fisiopatologia

### Transsudatiu
Les causes més freqüents d'embassament pleural transsudatiu són la insuficiència cardíaca i la cirrosi. Altres són la síndrome nefròtica.

### Exsudatiu
Les causes més freqüents d'embassament pleural exsudatiu són la pneumònia bacteriana, el càncer (un 75% de tots els embassaments pleurals malignes són causats per càncer de pulmó, càncer de mama o limfomes), la infecció vírica i l'embòlia pulmonar.